# Bijvoet
De bijvoet (Artemisia vulgaris) is een alsemachtige plant uit de composietenfamilie (Asteraceae).

## Kenmerken
Het is een zwak aromatische plant met bladeren die aan de onderzijde witviltig behaard zijn. Bijvoet komt in België en Nederland algemeen voor, bijvoorbeeld op braakliggend terrein en langs wegen. De plant prefereert een zandhoudende grond. De stengel is 60–120 cm lang en heeft vaak een roodachtige kleur.
De onderste bladeren zijn gesteeld en veerdelig. De bovenste zijn enkel- of dubbelveerdelig en stengelomvattend. Er zijn lancetvormige slippen aanwezig.
De bloem is bruinachtig geel. Het bloemhoofdje is eivormig tot langwerpig en bevat geen lintbloemen. De hoofdjes vormen samen een pluim, die van juli tot september in bloei staat. De bijvoet draagt een nootje van ongeveer 1 mm lang.

## Toepassingen
De Romeinen legden de plant in hun schoeisel tegen vermoeidheid en pijn.
De Mongolen die vroeger in Midden-Mongolië geteisterd werden door wolken Mongoolse grote muggen (ter grootte van kleine garnaaltjes) zetten de Mongoolse bijvoetplant (met zijn typische blauwachtige, harige sappige bladeren) in om de muggen te verjagen op de Mongoolse vochtige grasvelden. Ze hadden gemerkt dat wolven de planten vertrapten ten tijde van muggenplagen, zich vervolgens wentelden in de bladeren, om aldus hun vacht te vrijwaren van muggen.
De plant bezit een natuurlijk aroma dat muggen verjaagt. Veehoeders en boeren uit de joerten oogstten de bladeren uit streken rijk aan bijvoet. Men legde de bijvoet in potten of op schalen, boven op smeulende gedroogde paardenmest. De sterke witte rookontwikkeling die hierdoor ontstond, dreef vanuit de talrijke joerten over de graaslanden. Aldus verdreven ze de muggen die anders als gele dekens de paarden, schapen, honden en mensen bedolven.
De bijvoet verschijnt op de 15e-eeuwse kapitelen die de gewelfribben dragen van de Maastrichtse Sint-Servaasbasiliek. Naast de geneeskrachtige werking zou de plant volgens het volksgeloof ook het vermogen hebben de duivel te weren.

## Allergie
Pollen van bijvoet komt vooral voor in augustus en september en veroorzaakt bij sommige mensen allergische hooikoortsachtige klachten. Allergie voor bijvoetpollen gaat vaak samen met een allergie voor selderij, peterselie, wortel, venkel, komijn, dille, paprika en anijs (kruisallergieën).

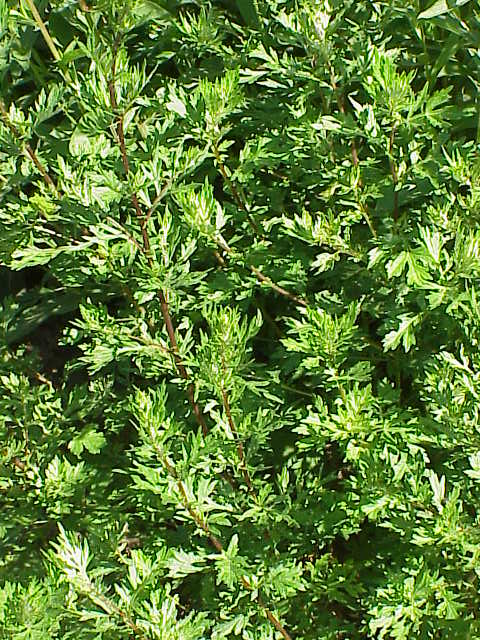
Bijvoet
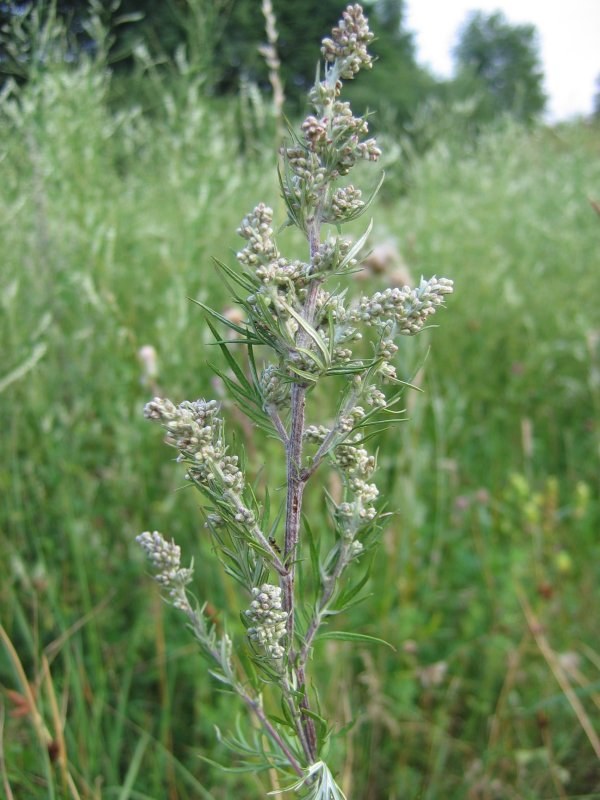
Bloeiwijze
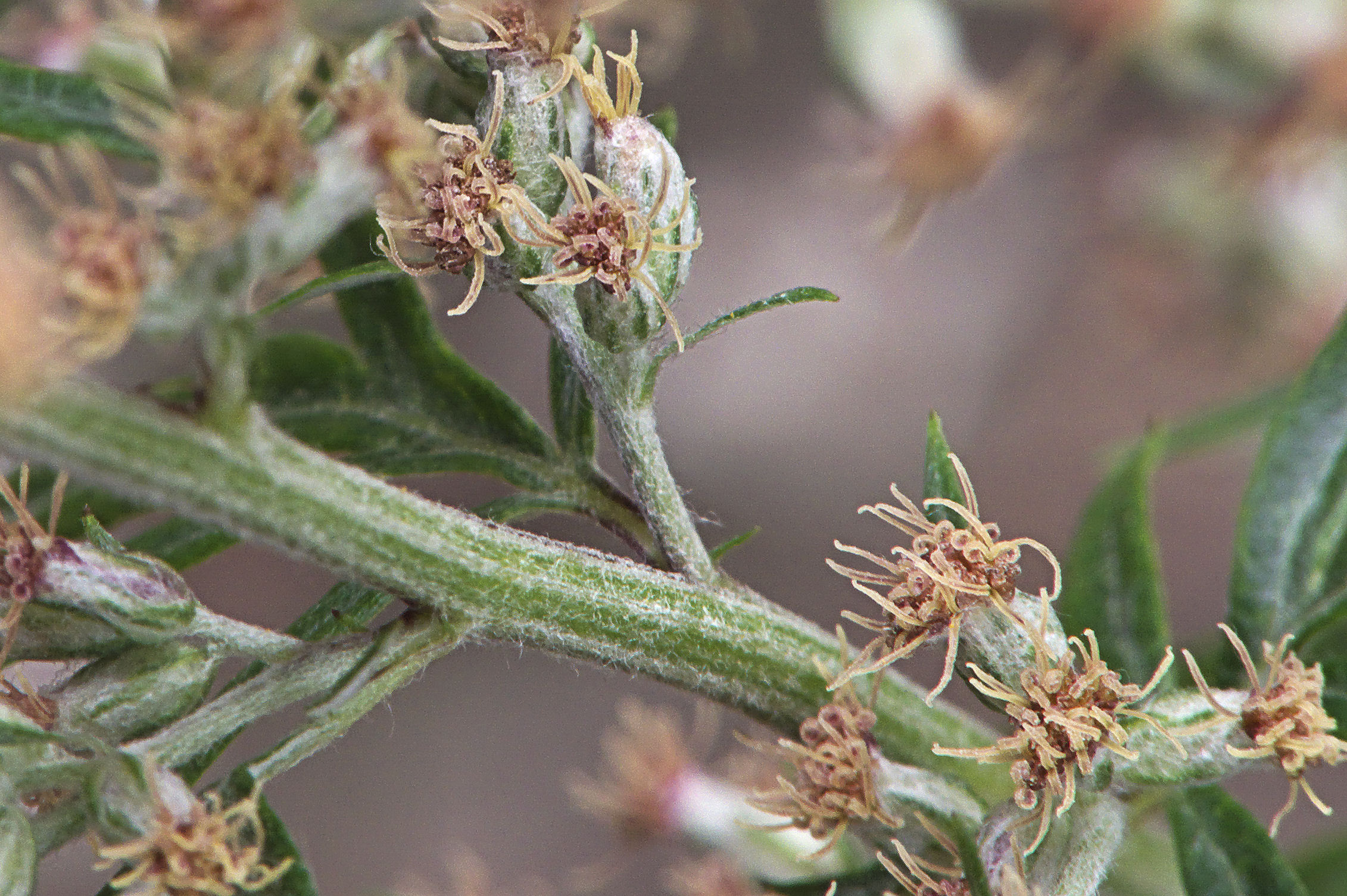
Bloeiend
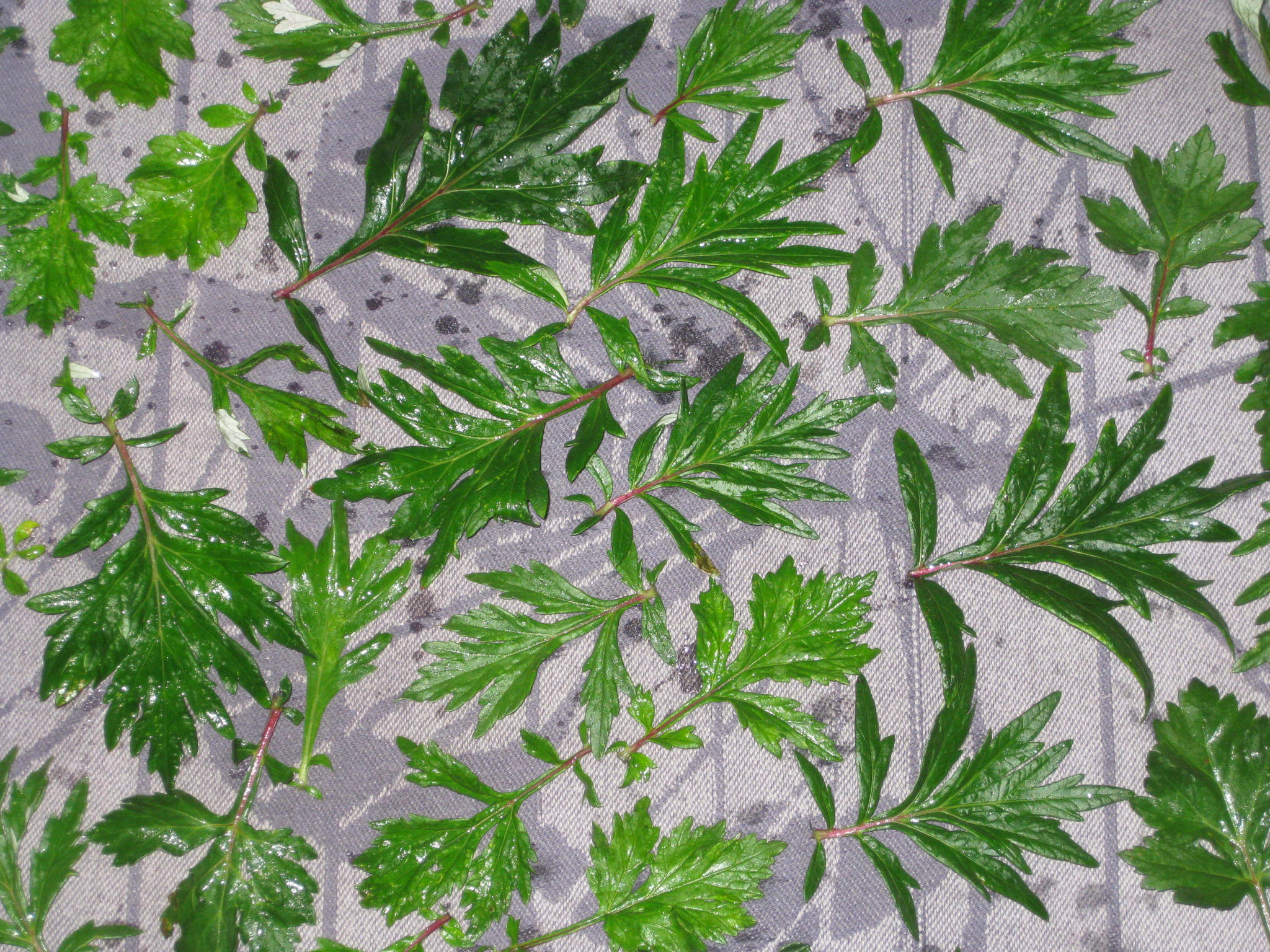
Geplukte bladeren

## Trivia
Het Oekraïense woord voor bijvoet is чорнобиль (tsjornobyl), in die taal gelijkluidend met de naam van de stad Tsjernobyl. Dit gaf na de kernramp van Tsjernobyl aanleiding tot geruchten dat deze ramp voorspeld was in Openbaring 8:

10 En de derde engel heeft gebazuind, en daar is een grote ster, brandende als een fakkel, gevallen uit den hemel, en is gevallen op het derde deel der rivieren, en op de fonteinen der wateren.

11 En de naam der ster wordt genoemd Alsem; en het derde deel der wateren werd tot alsem; en vele mensen zijn gestorven van de wateren, want zij waren bitter geworden.
— Openbaring 8

In deze tekst wordt over Alsem gesproken, de verzamelnaam van alle planten van het composietengeslacht Artemisia, waaronder ook bijvoet (Artemisia vulgaris).